# Standardizzazione (chimica)
La standardizzazione in chimica è un'operazione volta a qualificare una sostanza o una soluzione, che verrà usata come riferimento nell'analisi di campioni.
Tale sostanza o soluzione qualificata viene detta standard.
Le operazioni di standardizzazione variano in funzione della natura dello standard e dell'applicazione cui sarà destinato. Se ad esempio lo standard da qualificare è una soluzione a concentrazione esattamente nota, la standardizzazione consiste nel conoscere con estrema precisione tale concentrazione facendo reagire la soluzione con quantità note di sostanze con cui la reazione sia completa e nota nella sua stechiometria.
Nelle analisi volumetriche, la standardizzazione è una titolazione che permette di definire il titolo di una sostanza preparata con reattivi a titolo noto.